# Rudolf Pillich
Rudolf Pillich (19. prosince 1869 Městečko Trnávka – 3. března 1921 Městečko Trnávka) byl rakouský a český politik, na počátku 20. století poslanec Říšské rady a Moravského zemského sněmu.

## Biografie
Pocházel z Trnávky z rodiny drobného zemědělce. Byl vrstevníkem českoněmeckého politika Franze Spiny, se kterým se znal od dětství. Vychodil školu v Trnávce, pak se vzdělával samostudiem. Po smrti otce v roce 1891 musel převzít rodinné hospodářství. Zapojil se do veřejného života. V 90. letech se stal tajemníkem Petrůvky. Zasloužil se o osamostatnění obce a podporu českého školství. Podporoval kulturní život. Organizoval a režíroval divadelní představení, sám v nich hrál. Po roce 1896 byl členem místní organizace Národní jednoty v Trnávce (od roku 1907 jejím předsedou). Roku 1897 se podílel na vzniku rolnické záložny a byl jejím kontrolorem. V roce 1900 inicioval založení mlékařského družstva pro Trnávku a okolí a působil v něm coby první ředitel. Od roku 1901 zasedal v obecním zastupitelstvu v Trnávce. Pokusil se neúspěšně i o založení tělovýchovné jednoty Orel v Trnávce. Roku 1907 se stal ředitelem Hospodářského družstva.
Zasedal na Moravském zemském sněmu. V zemských volbách roku 1906 sem byl zvolen za kurii venkovských obcí, český obvod Jevíčko, Konice, Mor. Třebová, Svitavy.
Na počátku 20. století se zapojil i do celostátní politiky. Ve volbách do Říšské rady roku 1907 se stal poslancem Říšské rady (celostátní zákonodárný sbor) za český obvod Morava 23. Usedl do poslanecké frakce Český katolicko-národní klub (širší aliance českých klerikálních subjektů).
Za světové války narukoval do armády. Zemřel v březnu 1921.